# Sycamore (процессор)
Sycamore — название квантового процессора Google, состоящего из 54 кубит. В 2019 году Sycamore выполнил за 200 секунд задание, на которое, согласно сведениям Nature, современному суперкомпьютеру нужно 10 тысяч лет. Таким образом, Google утверждает, что достиг квантового превосходства. Для того, чтобы оценить время, которое бы потребовалось классическому суперкомпьютеру, Google провел моделирования квантовых схем на суперкомпьютере Summit, который на тот момент являлся самым мощным классическим компьютером в мире. Позже IBM выступила с противоположным аргументом, утверждая, что эта задача займет всего 2,5 дня в классической системе, как Summit.